# Zespół niespokojnych nóg
Zespół niespokojnych nóg, ZNN, RLS (od ang. restless legs syndrome), zespół Wittmaacka-Ekboma, choroba Willisa-Ekboma, choroba Ekboma (łac. asthenia crurum paraesthetica, anxietas tibiarum) – wrażenie zmęczenia i niepokoju nóg, któremu towarzyszą różnego rodzaju parestezje przejawiające się jako mrowienie pod skórą lub uczucie pienienia się krwi w żyłach. Charakterystyczną cechą zespołu jest jego ustępowanie lub znaczne złagodzenie pod wpływem ruchu.
Z uwagi na to, że dolegliwości związane są z odpoczynkiem, najczęściej objawy nasilają się w nocy i towarzyszy im wtedy bezsenność. Towarzyszą im wtedy tak zwane okresowe ruchy kończyn podczas snu, przejawiające się kilkusekundowym zgięciem i wyprostowaniem palucha, zgięciem w stawie skokowym. Czasami zgięcie może występować także w stawie kolanowym i biodrowym. Częstość występowania tego zespołu szacuje się na około 5% populacji ogólnej i ponad 10% osób powyżej 65. roku życia.

## Etiologia
Etiologia zespołu niespokojnych nóg jest zasadniczo nieznana. Wyróżnia się postać pierwotną (idiopatyczną) i wtórną. Opisywano przypadki dziedzicznego występowania zespołu (dziedziczenie autosomalne dominujące) jak również przypadki dziedziczenia autosomalnego recesywnego (pierwotny ZNN). Sugerowany też jest związek z niedoborem dopaminy w prążkowiu oraz zaburzeniami gospodarki żelazem (wtórny ZNN). Inne przyczyny wtórnego zespołu niespokojnych nóg to cukrzyca, mocznica, reumatoidalne zapalenie stawów, przewlekła niewydolność żylna. Objawy mogą powodować niektóre leki: metoklopramid, fenytoina, difenhydramina, leki przeciwdepresyjne, antagonisty kanału wapniowego.
Zespół niespokojnych nóg może być objawem klinicznym depresji maskowanej (to znaczy takiego rodzaju depresji, w którym endogenny zespół depresyjny maskowany jest przez inne objawy).

## Kryteria rozpoznania
Kryteria rozpoznania dzielimy na:
- kryteria podstawowe
  - występowanie nieprzyjemnych wrażeń zlokalizowanych w kończynach dolnych
  - przymus ruchu
  - narastanie objawów w spoczynku
  - narastanie objawów w godzinach wieczornych i nocnych
- kryteria dodatkowe
  - bezsenność (zwłaszcza trudności w zasypianiu)
  - przewlekłość objawów
  - występowanie rodzinne.

## Leczenie
Nadal preferuje się dwie strategie leczenia wynikające ze znanych składników patofizjologicznych zespołu niespokojnych nóg, czyli niedoboru żelaza i zaburzeń czynności układu dopaminergicznego. Stosuje się również postępowanie niefarmakologiczne oparte na  zmianie trybu życia (unikanie późnych posiłków, ćwiczenia relaksacyjne) i eliminacji czynników mogących prowokować objawy ZNN lub je nasilać (alkohol, kofeina, nikotyna, niektóre leki). Można stosować również zabiegi z zakresu fizykoterapii, które wpływają rozluźniająco na mięśnie, np. masaż, drenaż limfatyczny. 
U chorego z rozpoznaniem zespołu niespokojnych nóg należy zawsze oznaczyć stężenie ferrytyny w surowicy i, jeżeli wynosi ono mniej niż 45–50 µg/l (co w niektórych laboratoriach mieści się w zakresie referencyjnym), rozpocząć suplementację żelaza. Nie należy oznaczać wyłącznie samego żelaza, którego stężenie w surowicy nie stanowi miarodajnego wskaźnika niedoboru tego pierwiastka w organizmie.
Skuteczność leczenia dopaminergicznego w ZNN jest bardzo dobrze udokumentowana. W leczeniu farmakologicznym jako lek pierwszego rzutu stosuje się lewodopę z inhibitorem dekarboksylazy, ropinirol, pramipeksol i pergolid. Pozostałe leki, które należy brać pod uwagę w leczeniu zespołu niespokojnych nóg, to gabapentyna, benzodiazepiny i agonisty receptora benzodiazepinowego oraz słabe opioidy. Istotnym problemem związanym z leczeniem lewodopą jest zjawisko augumentacji oraz odbicia (które są rzadsze i słabiej wyrażone podczas leczenia agonistami receptora dopaminergicznego). Augmentacja jest niepożądanym efektem leczenia, przypisywanym w przeszłości głównie lewodopie, polegającym na paradoksalnym nasilaniu się objawów (wcześniejsze pojawianie się ich w ciągu dnia i większe nasilenie, obejmowanie innych części ciała) wraz ze zwiększaniem dawki i dłuższym czasem leczenia. 
W przypadkach opornych na leczenie pierwszego rzutu proponuje się łączenie dwóch leków o różnych mechanizmach działania oraz silnie działające opioidy. Zespół niespokojnych nóg u pacjentów z niewydolnością nerek powinien być leczony lewodopą i agonistami receptora dopaminergicznego. Należy unikać leczenia ZNN u kobiet w ciąży, gdyż objawy ustępują zazwyczaj samoistnie po porodzie.

## Historia
Pierwszy opis zespołu niespokojnych nóg pochodzi z 1672 i został podany przez Thomasa Willisa i Theodora Wittmaacka, jednak dokładniej opisał tę chorobę dopiero w 1945 Karl Axel Ekbom.